# Vigor Lamezia Calcio 1990-1991
Questa voce raccoglie le informazioni riguardanti  la Vigor Lamezia Calcio nelle competizioni ufficiali della stagione 1990-1991.

## Rosa
| N. |                   | Ruolo | Calciatore          |
| -- | ----------------- | ----- | ------------------- |
|    | Italia (bandiera) | C     | Fernando Bianchini  |
|    | Italia (bandiera) | A     | Emanuele Cancellato |
|    | Italia (bandiera) | C     | Maurizio Conte      |
|    | Italia (bandiera) | D     | Ignazio Di Stefano  |
|    | Italia (bandiera) | A     | Giovanni Giampà     |
|    | Italia (bandiera) | C     | Pasquale Gullo      |
|    | Italia (bandiera) | D     | Umberto Lattuca     |
|    | Italia (bandiera) | A     | Lorenzo Lazzarotti  |
|    | Italia (bandiera) | A     | Renato Lo Masto     |
|    | Italia (bandiera) | C     | Giuseppe Lorecchio  |
|    | Italia (bandiera) | D     | Antonio Martino     |

| N. |                   | Ruolo | Calciatore           |
| -- | ----------------- | ----- | -------------------- |
|    | Italia (bandiera) | C     | Gregorio Mauro (I)   |
|    | Italia (bandiera) | D     | Gregorio Mele        |
|    | Italia (bandiera) | C     | Giovanni Messina     |
|    | Italia (bandiera) | C     | Santo Minisi         |
|    | Italia (bandiera) | A     | Mauro Pernarella     |
|    | Italia (bandiera) | C     | Danilo Pileggi       |
|    | Italia (bandiera) | C     | Andrea Pinelli       |
|    | Italia (bandiera) | P     | Claudio Luca Ricci   |
|    | Italia (bandiera) | P     | Domenico Torre       |
|    | Italia (bandiera) | C     | Felice Angelo Tufano |
|    | Italia (bandiera) | A     | Gabriele Ernesto     |

Template:Cortese Giovanni Carlo Massaggiatore